# Aerinit
Das Mineral Aerinit (auch Aërinit) ist ein selten vorkommendes Kettensilikat aus der Mineralklasse der „Silikate und Germanate“ und kristallisiert im trigonalen Kristallsystem mit der chemischen Zusammensetzung (Ca,Na)6(Fe3+,Fe2+,Mg,Al)4(Al,Mg)6Si12O36(OH)12(CO3)·12H2O.
Aerinit entwickelt meist massige Mineral-Aggregate und krustige Überzüge, seltener kleine, faserige Kristalle in himmelblauer bis blaugrüner Farbe bei blauweißer Strichfarbe.

## Etymologie und Geschichte
Das Wort Aerinit ist abgeleitet von altgriechisch ἀέρινος aérinos, deutsch ‚himmelblau‘, in Anlehnung an seine Farbe.
Erstmals entdeckt wurde Aerinit bei Caserras del Castillo in der spanischen Gemeinde Estopiñán del Castillo und beschrieben 1876 von Arnold von Lasaulx, dem das Mineral in der von seinem Vorgänger Martin Websky aufgebauten mineralogischen Sammlung der Universität Breslau aufgrund seiner lebhaften blauen Farbe auffiel. Als er das als „Vivianit aus Spanien“ gekennzeichnete Mineral näher untersuchte stellte er fest, dass es im Gegensatz zu diesem phosphorsäurefrei war. Weitere Untersuchungen stellten schließlich klar, dass es sich bei der Mineralprobe aus Spanien um ein neues, bisher unbekanntes Mineral handelte.
Die ursprünglich von Lasaulx gewählte Schreibweise Aërinit ist seit 2008 diskreditiert, da es sich bei dem Doppelpunkt über dem ‚e‘ (Trema) um ein, der Wortherkunft nach, überflüssiges diakritisches Zeichen handelt.

## Klassifikation
In der veralteten 8. Auflage der Mineralsystematik nach Strunz war Aerinit als blauer Ca-Leptochlorit (Orcel 1922) eingestuft. Diese gehörten zur „Chlorit-Gruppe“ mit der System-Nr. VIII/E.09 innerhalb der Abteilung „Schichtsilikate (Phyllosilikate)“. Aerinit wurde dort allerdings nicht als eigenständige Mineralart aufgeführt.
Im Lapis-Mineralienverzeichnis nach Stefan Weiß, das sich aus Rücksicht auf private Sammler und institutionelle Sammlungen noch nach dieser alten Form der Systematik von Karl Hugo Strunz richtet, erhielt das Mineral die System- und Mineral-Nr. VIII/F.32-20. In der „Lapis-Systematik“ entspricht dies der Abteilung „Ketten- und Bandsilikate“, wo Aerinit zusammen mit Alamosit die Gruppe der „Kettensilikate mit Zwölferketten [Si12O36]24−“ bildet (Stand 2018).
Die von der International Mineralogical Association (IMA) zuletzt 2009 aktualisierte 9. Auflage der Strunz’schen Mineralsystematik ordnet den Aerinit ebenfalls in die Abteilung der „Ketten- und Bandsilikate (Inosilikate)“ ein. Diese ist allerdings weiter unterteilt nach der Struktur der Ketten, so dass das Mineral entsprechend seinem Aufbau in der Unterabteilung „Ketten- und Bandsilikate mit 2-periodischen Einfachketten Si2O6; mit zusätzlich O, OH, H2O Pyroxen-verwandte Minerale“ zu finden ist, wo als einziges Mitglied die unbenannte Gruppe 9.DB.45 bildet.
Die Systematik der Minerale nach Dana ordnet den Aerinit ebenfalls in die Klasse der „Silikate und Germanate“, dort allerdings in die bereits feiner unterteilte Abteilung der „Kettensilikate: Strukturen mit Ketten verschiedener Breite“. Hier ist das Mineral als einziges Mitglied der unbenannten Gruppe 68.01.03 innerhalb der Unterabteilung „Kettensilikate: Strukturen mit Ketten verschiedener Breite“ zu finden.

## Kristallstruktur
Aerinit kristallisiert trigonal in der Raumgruppe P3c1 (Raumgruppen-Nr. 158) mit den Gitterparametern a = 16,87 Å und c = 5,23 Å sowie einer Formeleinheit pro Elementarzelle.
Die Kristallstruktur ist in zweierlei Hinsicht interessant. Einerseits ist Aerinit eines der wenigen Kettensilikate, die CO3 als festen Bestandteil in ihre Struktur einbauen (Caysichit-(Y), Ashcroftin-(Y), Fukalith die anderen). Zum anderen enthält Aerinit flächenverknüpfte FeO-Oktaeder, bei denen sich die Fe-Kationen ungewöhnlich nahe kommen.
SiO4-Ketten

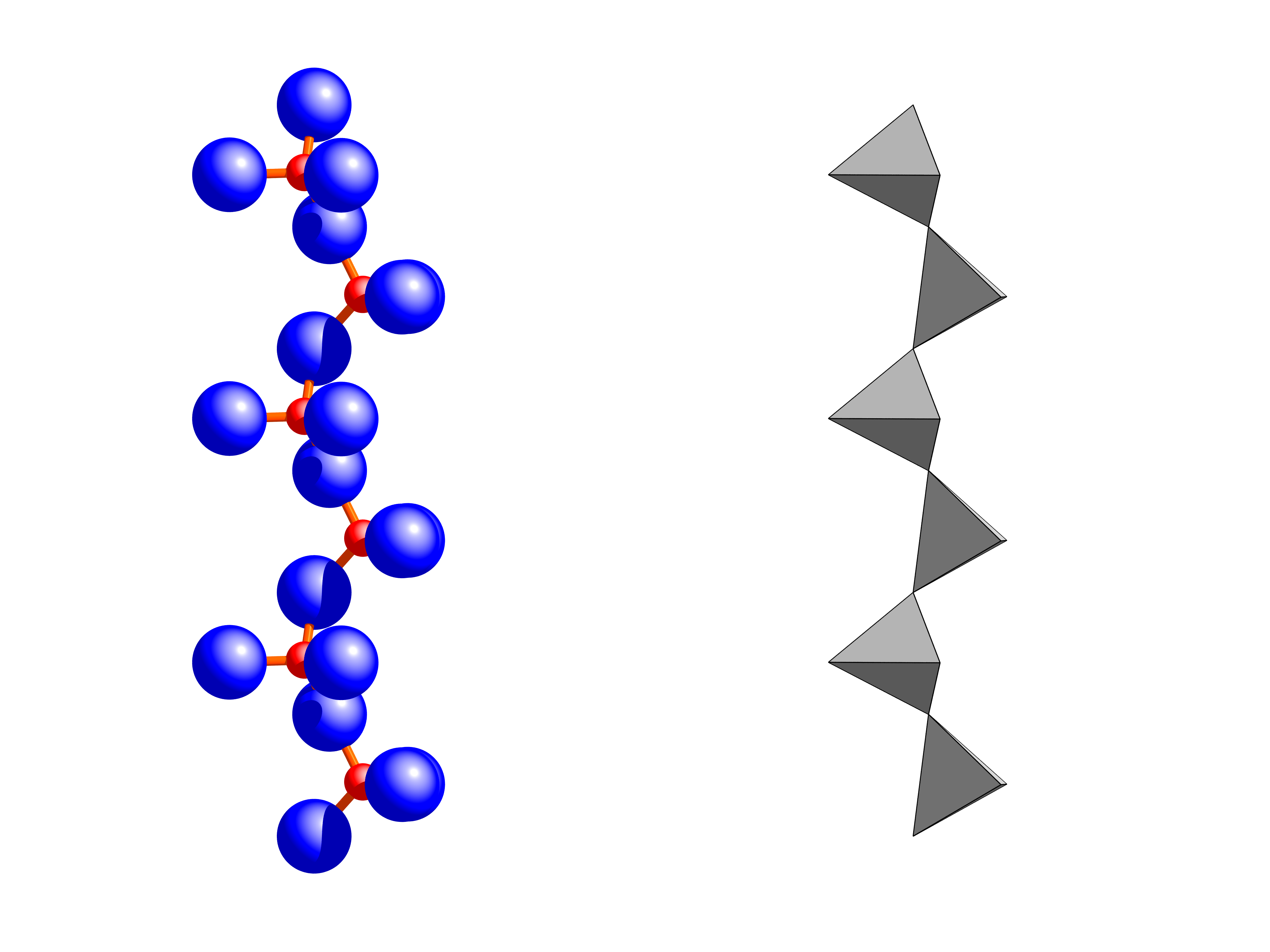
Zweier Einfach Silikatkette des Aerinit; Blick senkrecht zur c-Achse

Die Si4+-Kationen werden von 4 Sauerstoffen tetraedrisch umgeben. Diese SiO4 Tetraeder sind wie bei Pyroxenen über 2 Sauerstoffe zu Einfach-Ketten mit der Periodizität 2 verbunden. Die Ketten verlaufen parallel zur kristallographischen c-Achse.
Al(O|OH)6-Ketten

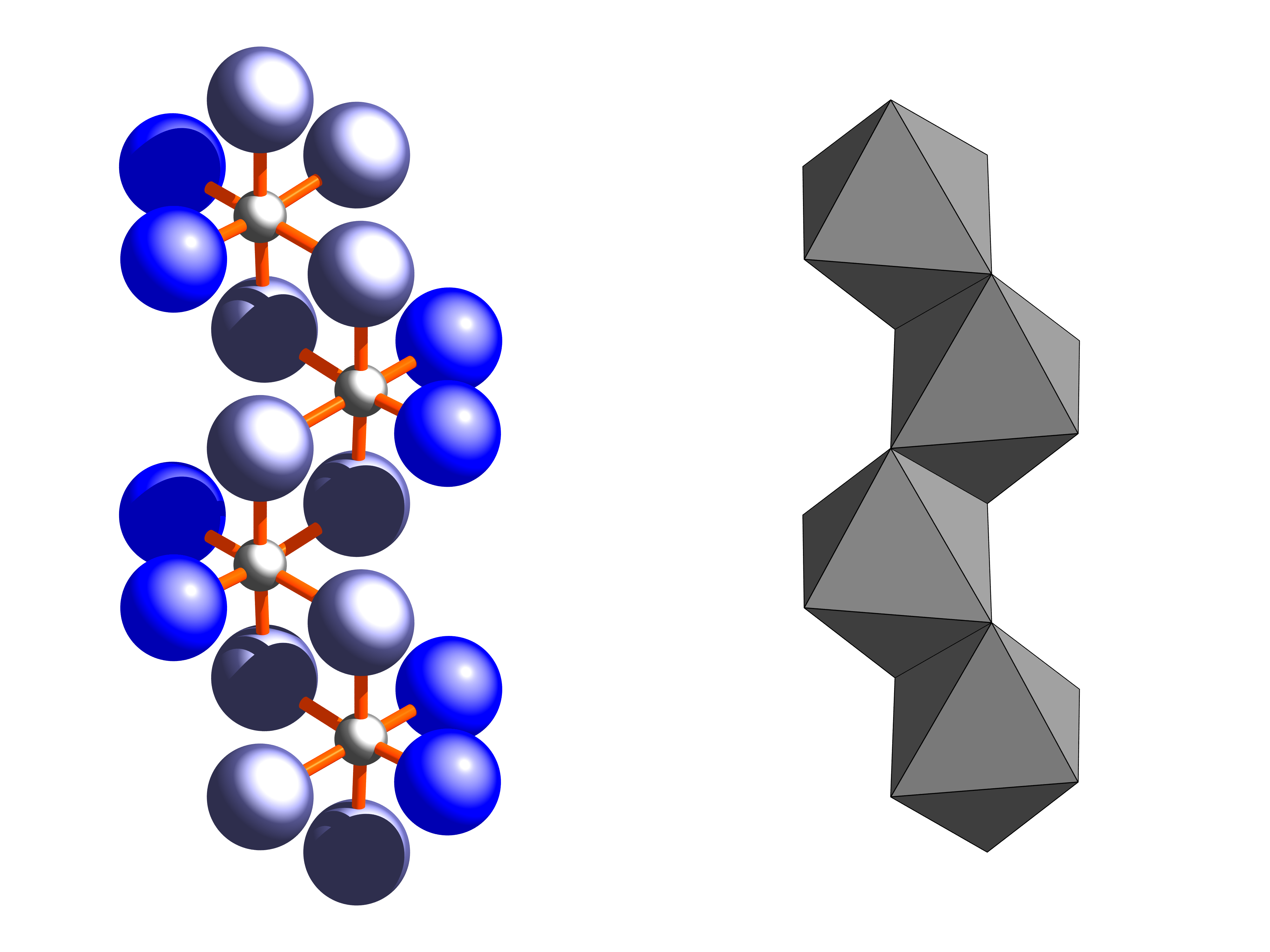
Al-Oktaederkette des Aerinit; Blick senkrecht zur c-Achse

Al3+ und Mg2+ sind von 2O2− und 4 OH−-Gruppen oktaedrisch umgeben. Diese Oktaeder sind über je 2 gemeinsame Kanten zu Zickzack-Ketten verknüpft, die sich in Richtung der kristallographischen c-Achse erstrecken.
FeO6-Ketten

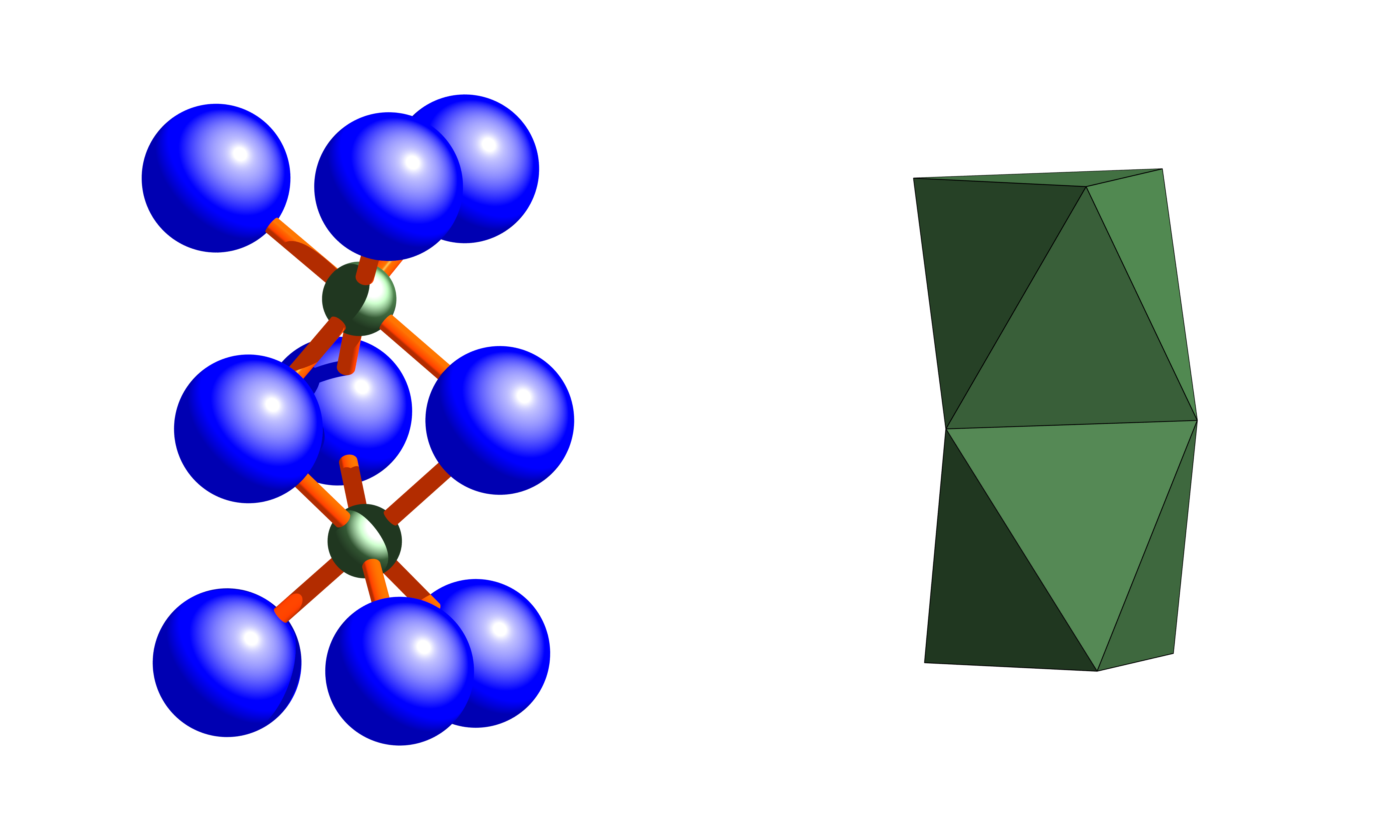
Fe-Oktaederkette des Aerinit; Blick senkrecht zur c-Achse

Die Fe2+ und Fe3+-Kationen sind oktaedrisch von sechs Sauerstoffen umgeben. Diese Oktaeder sind über je zwei Flächen in Richtung der c-Achse zu Ketten verbunden. In der Kette benachbarte Fe-Kationen unterschiedlicher Ladung tauschen durch die geteilte Oktaederfläche ihrer Koordinationspolyeder Elektronen aus und bilden ein delokalisiertes Elektronensystem über die Fe-Kationen einer Oktaederkette. Dies absorbiert Licht im gelben Wellenlängenbereich und färbt so den Aerinit blau. Die Ausrichtung der flächenverknüpften Fe-Oktaederketten und somit des delokalisierten Fe-Elektronensystems parallel zur c-Achse ist verantwortlich für die starke Richtungsabhängigkeit der Farbe des Aerinit (Pleochroismus).

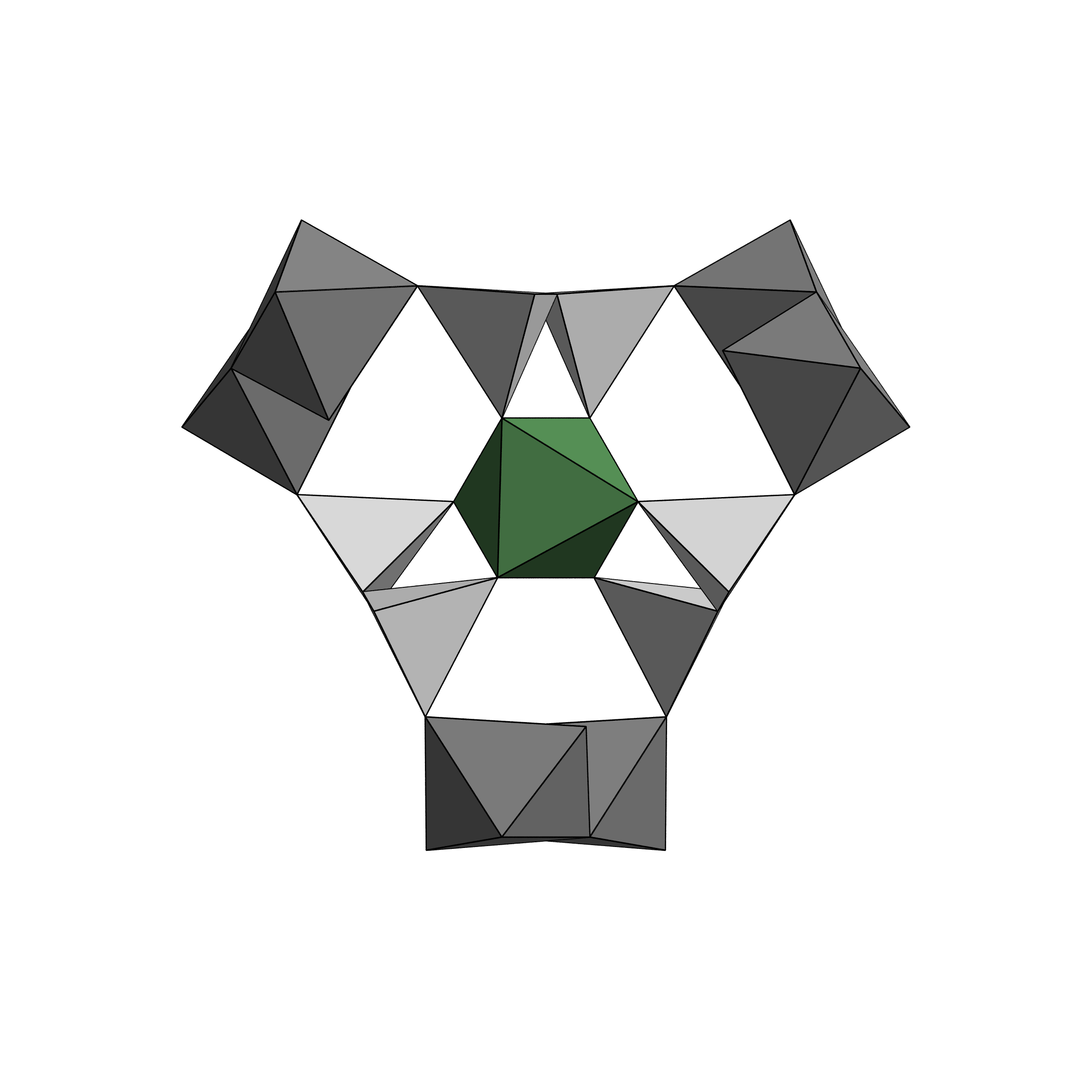
Fe-Oktaederkette umgeben von Si-Tetraederketten: Blick entlang der c-Achse

Jede Fe-Oktaederkette ist mit drei Si-Tetraederketten verbunden, wobei die Sauerstoffe an den Ecken der Fe-Oktaeder auch zu den Spitzen der Koordinationstetraeder der Silikatketten gehören.
Kanäle mit H2O und CO3

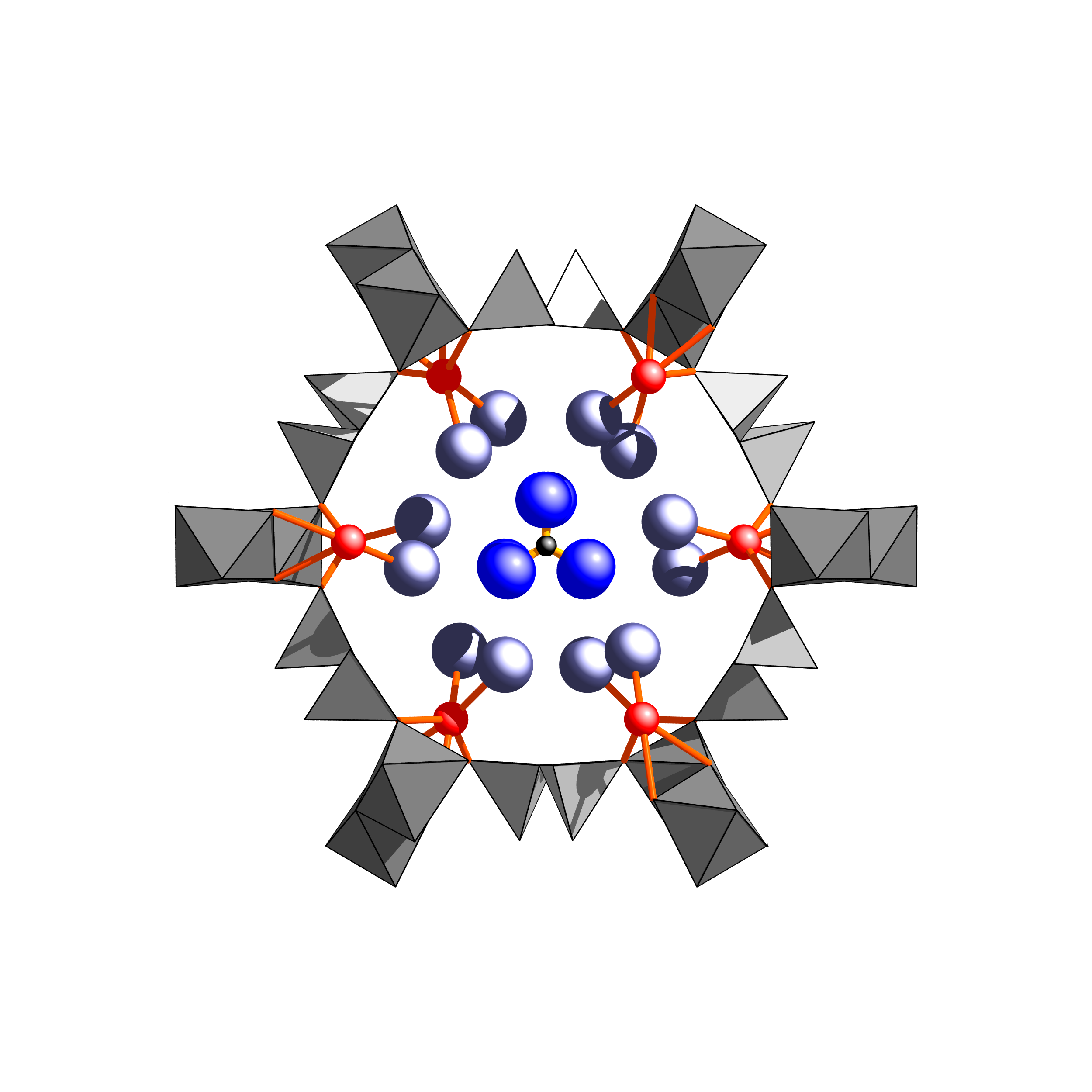
H_{2}O und CO_{3} in Kanälen des Aerinit; Blick entlang der c-Achse

Jeweils 6 Silikattetraederketten sind über 6 Al-Oktaederketten zu großen, 12-seitigen Kanälen verbunden, die die Aerinitstruktur parallel zur c-Achse durchziehen. An den Al-Oktaedern auf der Innenseite der Kanäle sitzen die Ca2+-Kationen, die zur Kanalmitte hin schwache ionische Bindungen mit den Sauerstoffen von zwei H2O-Molekülen ausbilden. Im Zentrum der Kanäle liegen die planaren CO3-Gruppen mit ihrer Ebene senkrecht zur c-Achse. Die Sauerstoffe der CO3-Gruppen sind über starke Wasserstoffbrückenbindungen mit drei H2O-Molekülen verbunden, die ihrerseits über die Ca2+-Ionen mit der Innenwand der Kanäle verbunden sind.

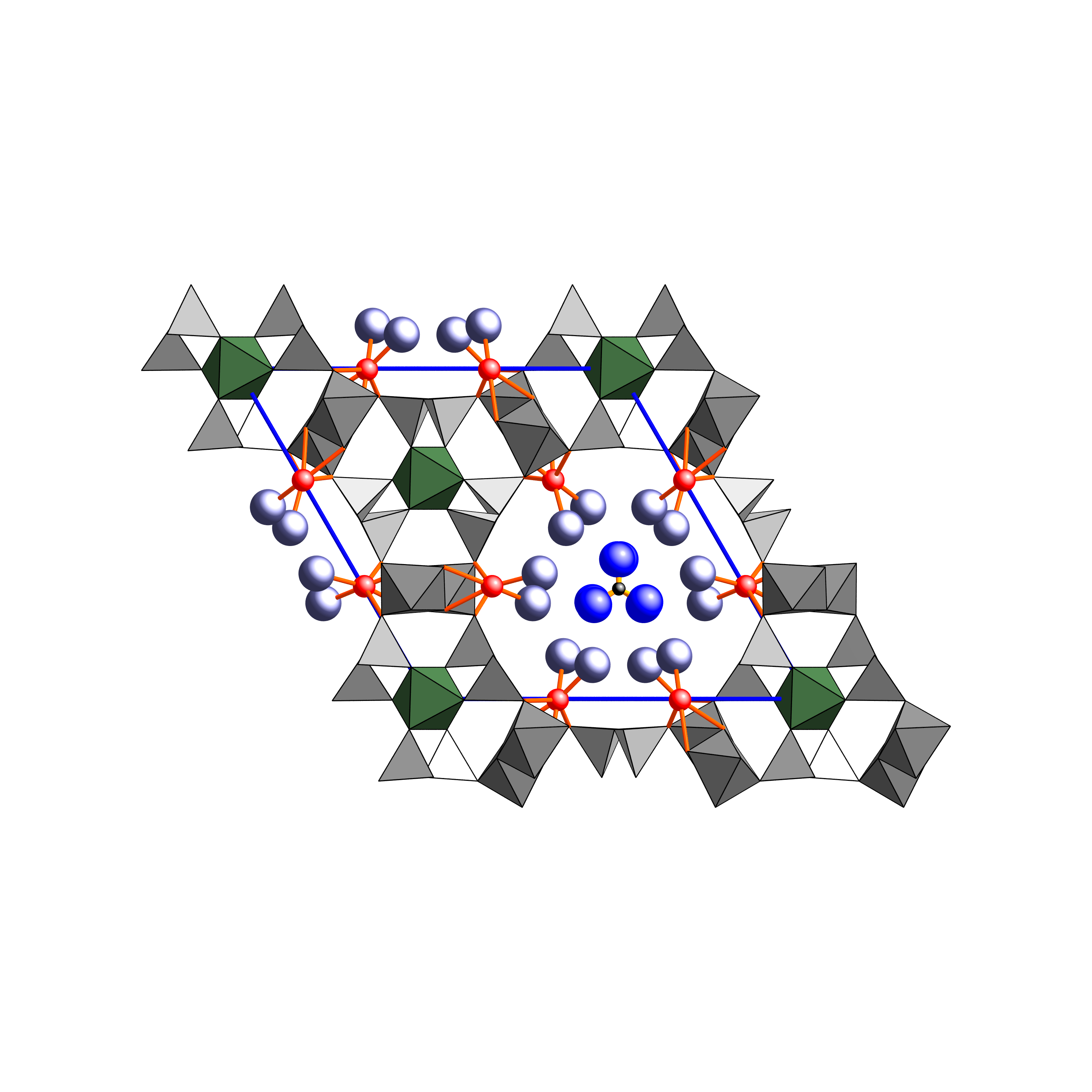
Struktur des Aerinit; Blick entlang der c-Achse

Jeder der H2O-CO3- Kanäle ist über die Al-Oktaederketten mit 6 weiteren H2O-CO3- Kanälen und über die Silikattetraederketten mit 6 Fe-Oktaederketten verbunden.

## Eigenschaften

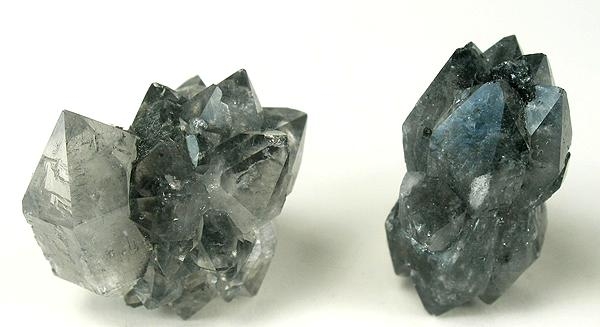
Quarz durch Aerinit-Einschlüsse bläulich gefärbt aus Andalusien, Spanien

Aerinit zählt zu den Pigmenten und ist z. B. in der Lage, als Inklusion (Einschluss) in Quarz diesen bläulich zu färben.

## Bildung und Fundorte
Aerinit bildet sich hydrothermal bei relativ niedriger Temperatur unter anderem in Zeolith-Fazies. Begleitminerale sind unter anderem Prehnit, Skolezit und Mesolith.
Weltweit konnte Aerinit bisher (Stand: 2011) an weniger als 20 Fundorten nachgewiesen werden. Neben seiner Typlokalität Estopiñán del Castillo (Aragón) konnte das Mineral in Spanien noch in Olvera und Antequera in Andalusien, bei Tartareu in der katalanischen Gemeinde Les Avellanes i Santa Linya (Provinz Lleida) sowie bei Albatera, Los Serranos, Los Vives (nahe Orihuela, Provinz Alicante) und Los Arenales (Provinz Castellón) in Valencia gefunden werden.
Weitere Fundorte sind Saint-Pandelon im französischen Département Landes und Millington im US-amerikanischen Township Bernards (New Jersey).

## Verwendung
Aerinit fand wegen seiner intensiven Farbe regional begrenzt Verwendung als blaues Pigment für Wandmalereien. Typisch ist die Verwendung von Aerinit für sakrale Fresken in Nordspanien (Katalonien, Aragonien) und Albanien während des Mittelalters (11. bis 16. Jahrhundert). Er verleiht den Wandmalereien der katalanischen Romanik ihre charakteristischen Blau- und Grün-Töne.
Außerhalb von Nordspanien konnte die Verwendung von Aerinit nur für mittelalterliche Fresken an zwei Orten in Frankreich nachgewiesen werden (Kloster von Moissac, 12. Jahrhundert und Stiftskirche Saint-Nicolas, Nogaro, 11. Jahrhundert). Dies wird als Indiz für den Austausch von Künstlern und Material über die Pyrenäen hinweg während des Mittelalters gewertet.